# Lipogonia
Lipogonia là một chi bướm đêm thuộc họ Geometridae.